# Lasianthus pauciflorus
Lasianthus pauciflorus är en måreväxtart som beskrevs av Robert Wight. Lasianthus pauciflorus ingår i släktet Lasianthus och familjen måreväxter.
Artens utbredningsområde är Burma. Inga underarter finns listade i Catalogue of Life.